# Pozdravljen, svet
Program PozdravljenSvet (tudi ŽivijoSvet) je kratek računalniški program, ki ilustrira uporabo nekega programskega jezika. Programček izpiše na zaslon besedilo »Pozdravljen svet!« (v angleški različici »Hello, world!«).
Program je uporabljen v mnogih (če ne vseh) uvodnih poglavjih knjig o učenju programiranja. Prvič naj bi se pojavil v knjigi The C Programming Language, (Brian Wilson Kernighan in Dennis MacAlistair Ritchie, 1978):
```
 
main
(
 
)
  
{

     
printf
(
"Hello, world!
\n
"
);

 
}

```

Primeri v različnih programskih jezikih:

## Črkovni vmesniki (konzola)

### ABC
```
    WRITE "Pozdravljen svet!"
```

### Ada
```
    
with
 
Ada.Text_IO
;

 
    
procedure
 
Hello
 
is

    
begin

       
Ada
.
Text_IO
.
Put_Line
 
(
"Pozdravljen svet!"
);

    
end
 
Hello
;

```

Glej tudi: Ada programiranje na Wikibooks.

### AmigaE
```
    PROC main()
       WriteF('Pozdravljen svet!')
    ENDPROC
```

### APL
```
    
'Pozdravljen svet!'

```

### Zbirnik

#### Prve uspešne kombinacije µP/OS:Intel 8080/Zilog Z80,operacijski sistem CP/M, zbirnik RMAC
```
    
bdos
 
equ
    
0005
H
    
; vstopna točka BDOS-a

    
start:
  
mvi
 
c
,
9
      
; BDOS funkcija za izpis niza

            
lxi
 
d
,
msg$
   
; naslov msg-a

            
call
 
bdos

            
ret
             
; vračanje k CCP-ju

 

    
msg$:
   
db
    
'
Pozdravljen
 
svet
!
$
'

    
end
 
start

```

#### Stroj za akumulator + indeksni register:MOS Technology 6502,CBM(Commodore)KERNAL(Commodore), Zbirnik ca65
```
    
MSG:
   
.ASCIIZ
 
"Pozdravljen svet!"

            
LDX
    
#0

            
LDA
 
MSG
,
X
    
; nalaganje začetnega znaka

    
@
LP:
    
JSR
    
$FFD2
    
; chrout

            
INX

            
LDA
 
MSG
,
X

            
BNE
    
@
LP

            
RTS

```

#### Razširjeni akumulatorski stroj:Intel x86,DOS,TASM
```
    
MODEL
 
SMALL

    
IDEAL

    
STACK
   
100
H

 

    
DATASEG

            
MSG
 
DB
 
'
Pozdravljen
 
svet
!
'
,
 
13
,
 
'
$
'

 

    
CODESEG

            
MOV
 
AX
,
 
@
data

            
MOV
 
DS
,
 
AX

            
MOV
 
DX
,
 
OFFSET
 
MSG

            
MOV
 
AH
,
 
09
H
      
; DOS: izpis niza ASCII$ 

            
INT
 
21
H

            
MOV
 
AX
,
 
4
C00H

            
INT
 
21
H

    
END

```

#### Razširjeni akumulatorski stroj:Intel x86,Linux,GAS
```
    
.data

    
msg:

    	
.ascii
	
"Pozdravljen svet!\n"

    	
len
 
=
 
.
 
-
 
msg

    
.text

        
.global
 
_start

    
_start:

    	
movl
	
$len
,
%edx

    	
movl
	
$msg
,
%ecx

    	
movl
	
$1
,
%ebx

    	
movl
	
$4
,
%eax

    	
int
	
$0x80

    	
movl
	
$0
,
%ebx

    	
movl
	
$1
,
%eax

    	
int
	
$0x80

```

#### Splošni izmišljeni računalnik:MIX,MIXAL
```
    
TERM
 
EQU
    
19
          
konzolna
 
naprava
 
š
t.
 
(
19
 
=
 
pisalni
 
stroj
)

            
ORIG
   
1000
        
začetni
 
naslov

    
START
 
OUT
 
MSG
(
TERM
)
   
izpiše
 
podatek
 
na
 
naslovu
 
MSG

            
HLT
                
ustavi
 
izvajanje

    
MSG
 
ALF
    
"
ZIVJO
"

            
ALF
    
"
 
SVE
"

            
ALF
    
"
T
    
"

            
END
 
START
       
konec
 
programa

```

#### Splošni izmišljeni računalnik:MMIX,MMIXAL
```
      
Main
 
GETA
   
$255
,
string
            
pridobi
 
naslov
 
niza
 
v
 
registru
 
255

            
TRAP
   
0
,
Fputs
,
StdOut
         
vstavi
 
niz
 
ki
 
kaže
 
na
 
255
 
k
 
datoteki
 
StdOut

    
string
 
BYTE
   
"
Pozdravljen
 
svet
!
"
,
#a,0   niz, ki bo tiskan (#a je nova vrstica in 0 zaključi niz)

            
TRAP
   
0
,
Halt
,
0
               
ustavi
 
proces

```

#### Register za splošne namene CISC:DEC PDP-11,RT-11, MACRO-11
```
   
.MCALL
  
.REGDEF
,.
TTYOUT
,.
EXIT

           
.REGDEF

 

    
HELLO:
  
MOV
    
#MSG,R1

            
MOVB
   
(
R1
),
R0

    
LOOP:
  
.TTYOUT

            
MOVB
  
+
(
R1
),
R0

            
BNE
 
LOOP

           
.EXIT

 

    
MSG:
   
.ASCIZ
  
/
Pozdravljen
 
svet
!
/

           
.END
 
HELLO

```

#### CISC on advanced multiprocessing OS:DEC VAX,VMS, MACRO-32
```
            
.title
 
hello

 

            
.psect
 
data
,
 
wrt
,
 
noexe

 

    
chan:
   
.blkw
     
1

    
iosb:
   
.blkq
     
1

    
term:
   
.ascid
    
"SYS$OUTPUT"

    
msg:
    
.ascii
    
"Pozdravljen svet!"

    
len
 
=
   
.
 
-
 
msg

 

            
.psect
 
code
,
 
nowrt
,
 
exe

 

            
.entry
    
hello
,
 
^
m
<>

 

            
; Establish a channel for terminal I/O

            
$assign_s
 
devnam
=
term
,
 
-

                      
chan
=
chan

            
blbc
      
r0
,
 
end

 

            
; postavi v vrsto zahtevek I/O

            
$qiow_s
 
chan
=
chan
,
 
-

                      
func
=
#io$_writevblk, -

                      
iosb
=
iosb
,
 
-

                      
p1
=
msg
,
 
-

                      
p2
=
#len

 

            
; preveri stanje in stanje IOSB-ja

            
blbc
      
r0
,
 
end

            
movzwl
 
iosb
,
 
r0

 

            
; vrnitev k operacijskem sistemu

    
end:
    
ret

 

           
.end
       
hello

```

#### Procesor RISC:ARM,RISC OS,BBC BASIC-ov vrstni zbirnik
```
   
.program
         

            
ADR
 
R0
,
message

            
SWI
 
"
OS_Write0
"

            
SWI
 
"
OS_Exit
"

   
.message
         

            
DCS
 
"Pozdravljen svet!"

            
DCB
 
0

            
ALIGN

ali
 
krajša
 
verzija
 
(
iz
 
qUE
)
;

            
SWI
"
OS_WriteS
"
:
EQUS
"
Pozdravljen
 
svet
!
"
:
EQUB0
:
ALIGN
:
MOVPC
,
R14

```

### AWK
```
    
BEGIN
 
{
 
print
 
"Pozdravljen svet!"
 
}

```

### bash
Zelo podobno je tudi v ostalih lupinah, potrebno je le ustrezno popraviti pot v prvi vrstici.
```
    
#!/usr/local/bin/bash

    
echo
 
"Pozdravljen svet!"

```

### BASIC
```
    
10
 
PRINT
 
"'''Pozdravljen svet!'''"

    
20
 
END

```

ali
```
    
PRINT
 
"'''Pozdravljen svet!'''"

    
END

```

V večini dialektov BASICa ukaz END ni potreben.

#### TI-BASIC
Na kalkulatorjih Texas Instruments, serije od TI-80 do TI-86:
```
    :Disp "Pozdravljen svet!"
```

```
   ali 
```

```
    :Output(1,1,"Pozdravljen svet!")
```

Ali preprosto:
```
    :"Pozdravljen svet!"
```

Na TI-89/TI-92 kalkulatorjih:
```
    :hellowld()
    :Prgm
    :Disp "Pozdravljen svet!"
    :EndPrgm
```

#### StarOffice/OpenOffice Basic
```
    
sub
 
main

        
print
 
"Pozdravljen svet!"

    
end
 
sub

```

#### Visual Basic
Za izpis v razhroščevalni konzoli:
```
    
Debug
.
Print
 
"Pozdravljen svet!"

```

Za izpis kot sporočilo uporabniku:
```
    
VBA
.
Interaction
.
MsgBox
 
"Pozdravljen svet!"

```

### BCPL
```
    GET "LIBHDR"
 
    LET START () BE
    $(
        WRITES ("Pozdravljen svet!*N")
    $)
```

### BLISS
```
    %TITLE 'HELLO_WORLD'
    MODULE HELLO_WORLD (IDENT='V1.0', MAIN=HELLO_WORLD,
            ADDRESSING_MODE (EXTERNAL=GENERAL)) =
    BEGIN
 
        LIBRARY 'SYS$LIBRARY:STARLET';
 
        EXTERNAL ROUTINE
           LIB$PUT_OUTPUT;
 
    GLOBAL ROUTINE HELLO_WORLD =
    BEGIN
 
        LIB$PUT_OUTPUT(%ASCID %STRING('Pozdravljen svet!'))
    END;
 
    END
    ELUDOM
```

### boo
```
    
print
 
"Pozdravljen svet!"

```

### Casiofx-7950
Ta program deluje na fx-9750 grafičnih kalkulatorjih in njemu kompatibilnih.
```
   "
Pozdravljen svet!
"
←
'
```

### C
```
    
#include
 
<stdio.h>

 

    
int
 
main
(
void
)

    
{

        
printf
(
"'''Pozdravljen svet!'''
\n
"
);

        
return
 
0
;

    
}

```

### C#
```
    
using
 
System
;

 

    
class
 
HelloWorldApp

    
{

        
public
 
static
 
void
 
Main
()

        
{

            
Console
.
WriteLine
(
"'''Pozdravljen svet!'''"
);

        
}

    
}

```

### C++
```
    
#include
 
<iostream>

 

    
int
 
main
()

    
{

        
std
::
cout
 
<<
 
"'''Pozdravljen svet!'''"
 
<<
 
std
::
endl
;

    
}

```

### C++, Managed
```
    
#using <mscorlib.dll>

    

    
using
 
namespace
 
System
;

    

    
int
 
wmain
()

    
{

        
Console
::
WriteLine
(
"'''Pozdravljen svet!'''"
);

    
}

```

### ColdFusion(CFM)
```
    
<cfoutput>

    Pozdravljen svet!
    
</cfoutput>

```

### COMAL
```
    
PRINT
 
"Pozdravljen svet!"

```

### CIL
```
    .method public static void Main() cil managed
    {
         .entrypoint
         .maxstack 8
         ldstr "Pozdravljen svet!"
         call void [mscorlib]System.Console::WriteLine(string)
         ret
    }
```

### Clean
```
    
module
 
hello

 

    
Start
 
=
 
"Pozdravljen svet!"

```

### CLIST
```
   PROC 0
   WRITE 
Pozdravljen svet!
```

### COBOL
```
    ID
ENTIFICATION
 
DIVISION
.

    PR
OGRAM-ID
.
 
HELLO-WORLD
.

 

    EN
VIRONMENT
 
DIVISION
.

 

    DA
TA
 
DIVISION
.

 

    PR
OCEDURE
 
DIVISION
.

    DI
SPLAY
 
"Pozdravljen svet!"
.

    ST
OP
 
RUN
.

```

### Common Lisp
```
    
(
format
 
t
 
"Pozdravljen svet!~%"
)

```

ali
```
    
(
write-line
 
"Pozdravljen svet!"
)

```

### D
```
    
import
 
std
.
stdio
;

    
void
 
main
()

    
{

        
writefln
(
"Pozdravljen svet!"
);

    
}

```

### DCLbatch
```
   $ write sys$output "
Pozdravljen svet!
"
```

### Dylan
```
    
module
:
 
hello

 

    
format-out
(
"Pozdravljen svet!
\n
"
);

```

### EdandEx(Ed extended)
```
   a
   
Pozdravljen svet!

   .
   p
```

ali tako:
```
   echo -e 'a\n
Pozdravljen svet!
\n.\np'|ed
   echo -e 'a\n
Pozdravljen svet!
\n.\np'|ex
```

### Eiffel
```
    
class
 
HELLO_WORLD

 

    
creation

        
make

    
feature

        
make
 
is

        
local

                
io
:
BASIC_IO

        
do

                
!
io

                
io
.
put_string
(
"%N Pozdravljen svet!"
)

        
end
—
make

    
end
—
class
 
HELLO_WORLD

```

### Erlang
```
    
-
module
(
hello
).

    
-
export
([
hello_world
/
0
]).

 

    
hello_world
()
 
->
 
io
:
fwrite
(
"Pozdravljen svet!
\n
"
).

```

### Euphoria
```
   puts(1, "
Pozdravljen svet!
")
```

### F#
```
    
type
 
data
 
=

        
{
 
first
:
 
string
;

          
second
:
 
string
;
 
}

 

        
let
 
myData
 
=

            
{
 
first
=
"Hello"
;

              
second
=
"world"
;
 
}

 

        
let
 
_
 
=

            
print_string
 
myData
.
first
;

            
print_string
 
" "
;

            
print_string
 
myData
.
second
;

            
print_newline
()

```

### Focus
```
   -TYPE 
Pozdravljen svet!
```

### Forte TOOL
```
   begin TOOL HelloWorld;

   includes Framework;
   HAS PROPERTY IsLibrary = FALSE;

   forward Hello;

   -- START CLASS DEFINITIONS

   class Hello inherits from Framework.Object

   has public method Init;

   has property
       shared=(allow=off, override=on);
       transactional=(allow=off, override=on);
       monitored=(allow=off, override=on);
       distributed=(allow=off, override=on);

   end class;
   -- END CLASS DEFINITIONS—START METHOD DEFINITIONS

   ------------------------------------------------------------
   method Hello.Init
   begin
   super.Init();

   task.Part.LogMgr.PutLine('HelloWorld!');
   end method;
   -- END METHOD DEFINITIONS
   HAS PROPERTY
       CompatibilityLevel = 0;
       ProjectType = APPLICATION;
       Restricted = FALSE;
       MultiThreaded = TRUE;
       Internal = FALSE;
       LibraryName = 'hellowor';
       StartingMethod = (class = Hello, method = Init);

   end HelloWorld;
```

### Forth
```
    
."
 
Pozdravljen svet!
"
 
CR

```

### FORTRAN
```
       
PROGRAM 
HELLO

         
PRINT
 
*
,
 
'Pozdravljen svet!'

       
END

```

### Frink
```
   println["
Pozdravljen svet!
"]
```

### Gambas
Poglejte tudi GUI kategorijo.
```
   PUBLIC SUB Main()
     Print "
Pozdravljen svet!
"
   END
```

### Game Maker
V dogodku risanja določenega predmeta:
```
   draw_text(x,y,"
Pozdravljen svet!
")
```

Ali da prikaže pogovorno okno s sporočilom:
```
   show_message("
Pozdravljen svet!
")
```

### Haskell
```
    
module
 
Main
 
(
main
)
 
where

 

    
main
 
=
 
putStrLn
 
"Pozdravljen svet!"

```

ali
```
    
main
 
=
 
putStrLn
 
"Pozdravljen svet!"

```

### Heron
```
   program HelloWorld;
   functions {
     _main() {
       print_string("
Pozdravljen svet!
");
     }
   }
   end
```

### HP-41&HP-42S
(Ročni HP-jevi na RPN temelječi alfanumerični inženirski kalkulatorji.)
```
   01 LBL
T
HELLO
   02 
T
Pozdravljen svet!

   03 PROMPT
```

### HyperTalk(AppleHyperCard'sscripting language)
```
   put "
Pozdravljen svet!
"
```

ali
```
   Answer "Hello, world!"
```

### IDL
```
    
print
,
"'''Pozdravljen svet!'''"

```

### Inform
```
    
[
 
Main
;

      
print
 
"Pozdravljen svet!
^
"
;

    
];

```

### Io
```
    
"Pozdravljen svet!"
 
print

```

ali
```
    
write
(
"Pozdravljen svet!\n"
)

```

### Iptscrae
```
   ON ENTER {
       "Hello, " "World!" & SAY
   }
```

### Java
Glej tudi GUI sekcijo.
```
    
public
 
class
 
Hello
 
{

        
public
 
static
 
void
 
main
(
String
[]
 
args
)
 
{

            
System
.
out
.
println
(
"'''Pozdravljen svet!'''"
);

        
}

    
}

```

### JavaScript
Izpis v dokument:
```
    
document
.
write
(
"Pozdravljen svet!"
);

```

Okno z obvestilom:
```
    
alert
(
"Pozdravljen svet!"
);

```

### JVM
(nezbirniški odvod/izhod od javap -c Hello.class)
```
   public class Hello extends java.lang.Object {
       public Hello();
       public static void main(java.lang.String[]);
   }

   Method Hello()
      0 aload_0
      1 invokespecial #1 <Method java.lang.Object()>
      4 return

   Method void main(java.lang.String[])
      0 getstatic #2 <Field java.io.PrintStream out>
      3 ldc #3 <String "
Pozdravljen svet!
">
      5 invokevirtual #4 <Method void println(java.lang.String)>
      8 return
```

### Kogut
```
   WriteLine "
Pozdravljen svet!
"
```

### Logo
```
   print [Pozdravljen svet!]
```

ali
```
   pr [
Pozdravljen svet!
]
```

izključno v mswlogo pa:
```
   messagebox 
[Hi] [
Pozdravljen svet!
]
```

### Lua
```
    
print
 
"Pozdravljen svet!"

```

### M (MUMPS)
```
   W "
Pozdravljen svet!
"
```

### Macsyma,Maxima
```
   print("
Pozdravljen svet!
")$
```

### Maple
```
   print("
Pozdravljen svet!
");
```

### Mathematica
```
    
Print
[
"Pozdravljen svet!"
]

```

### MATLAB
```
    
disp
(
'Pozdravljen svet!'
)

```

### Max
```
   max v2;
   #N vpatcher 10 59 610 459;
   #P message 33 93 63 196617 
Pozdravljen svet!
;
   #P newex 33 73 45 196617 loadbang;
   #P newex 33 111 31 196617 print;
   #P connect 1 0 2 0;
   #P connect 2 0 0 0;
   #P pop;
```

### Modula-2
```
    
MODULE
 
Hello
;

 
    
FROM
 
Terminal2
 
IMPORT
 
WriteLn
;
 
WriteString
;

 
    
BEGIN

       
WriteString
(
"Pozdravljen svet!"
);

       
WriteLn
;

    
END
 
Hello
;

```

### MS-DOSbatch
S standardnim command.com tolmačom. Simbol @ je opcijski in preprečuje, da sistem ponovi ukaz preden ga izvede. Simbol @ se more spustiti pri MS-DOS verzijah starejših od 3.0.
```
    
@
echo
 Pozdravljen svet!

```

### MUF
```
   : main
     me @ "
Pozdravljen svet!
" notify
   ;
```

### Natural
```
   WRITE "
Pozdravljen svet!
"
   END
```

### Ncurses
```
   #include <ncurses.h>
   int main()
   {
       initscr();
       printw("
Pozdravljen svet!
");
       refresh();
       getch();
       endwin();
       return 0;
   }
```

### Oberon
```
  MODULE Hello;
          IMPORT Oberon, Texts;
   VAR W: Texts.Writer;

   PROCEDURE World*;
   BEGIN
     Texts.WriteString(W, "
Pozdravljen svet!
");
     Texts.WriteLn(W);
     Texts.Append(Oberon.Log, W.buf)
   END World;

  BEGIN
   Texts.OpenWriter(W)
  END Hello.
```

### Objective C
```
    
#import <Foundation/Foundation.h>

 

    
int
 
main
 
(
int
 
argc
,
 
const
 
char
 
*
 
argv
[])

    
{

       
NSLog
(
@"Pozdravljen svet!"
);

       
return
 
0
;

    
}

```

### OCaml
```
    
print_endline
 
"Pozdravljen svet!"

```

### OPL
Glej tudi GUI sekcijo.
```
    PROC hello:
      PRINT "Pozdravljen svet!"
    ENDP
```

### OPS5
```
   (object-class request
            ^action)

   (startup
      (strategy MEA)
      (make request ^action hello)
   )

   (rule hello
      (request ^action hello)
      -->
        (write |
Pozdravljen svet!
| (crlf))
   )
```

### Pascal
```
    
Program
 
Hello
;

    
begin

        
WriteLn
(
"
Pozdravljen
 
svet
!"
)
;

    
end
.

```

### Perl
```
    
print
 
"Pozdravljen svet!\n"
;

```

(To je prvi primer knjige Learning Perl.)

### PHP
```
    
<?php

    
echo
 
"Pozdravljen svet!
\n
"
;

    
?>

```

ali
```
    
<?=
"Pozdravljen svet!
\n
"
 
?>

```

vendar je to bolj priporočljivo:
```
    <!DOCTYPE HTML PUBLIC "-//W3C//DTD HTML 4.01 Transitional//EN" "http://www.w3.org/TR/html4/loose.dtd">

    <html>

    <head>

    <meta http-equiv="content-type" content="text/html; charset=iso-8859-1">

    <title>Pozdravljen svet!</title>

    </head>

    <body>

    
<?php
 
echo
 
"'''Pozdravljen svet!'''"
;
 
?>

    </body>

    </html>

```

### Pike
```
    
int
 
main
()
 
{

        
write
(
"Pozdravljen svet!
\n
"
);

        
return
 
0
;

    
}

```

### PL/SQL
```
    
procedure
 
print_hello_world
 
as

        
dbms_output
.
enable
(
1000000
);

        dbms_output.put_line("Pozdravljen svet!");

    end print_hello_world;

```

### PL/I
```
    
Test:
 
proc
 
options
(
main
)
 
reorder
;

      
put
 
skip
 
edit
(
'Pozdravljen svet!'
)
 
(
a
);

    
end
 
Test
;

```

### POP-11
```
   '
Pozdravljen svet!'
 =>
```

### POV-Ray
```
    
#include
 
"colors.inc"

    
camera
 
{

      
location
 
<
3
,
 
1
,
 
-
10
>

      
look_at
 
<
3
,
0
,
0
>

    
}

    
light_source
 
{
 
<
500
,
500
,
-
1000
>
 
White
 
}

    
text
 
{

      
ttf
 
"timrom.ttf"
 
"Pozdravljen svet!"
 
1
,
 
0

      
pigment
 
{
 
White
 
}

    
}

```

### Processing
```
   println("
Pozdravljen svet!
");
```

### Prolog
```
   write('
Pozdravljen svet!'
),nl.
```

### Python
Python 2:
```
    
print
 
"Pozdravljen svet!"

```

Python 3:
```
    
print
(
"Pozdravljen svet!"
)

```

### REXX,NetRexx, andObject REXX
```
    
say
 
"Pozdravljen svet!"

```

### RPL
Glej tudi GUI sekcijo.
(Na Hewlett-Packard grafičnih kalkulatorjih, serije HP-28, HP-48 in HP-49.)
```
   <<
     CLLCD
     "
Pozdravljen svet!
" 1 DISP
     0 WAIT
     DROP
   >>
```

### Ruby
Glej tudi GUI sekcijo.
```
    
puts
 
"Pozdravljen svet!"

```

### SAS
```
    data 
_null_
;

    put 
'Pozdravljen svet!'
;

    run;

```

### Sather
```
   class HELLO_WORLD is
     main is 
      #OUT+"
Pozdravljen svet!
\n"; 
     end; 
   end;
```

### Scala
```
    
object
 
HelloWorld
 
with
 
Application
 
{

      
Console
.
println
(
"Pozdravljen svet!"
);

    
}

```

### Scheme
```
    
(
display
 
"Pozdravljen svet!"
)

    
(
newline
)

```

### sed
(Opozorilo: potrebuje najmanj eno vrstico vhoda)
```
   sed -ne '1s/.*/
Pozdravljen svet!
/p'
```

### Seed7
```
   $ include "seed7_05.s7i";

   const proc: main is func
     begin
       writeln("
Pozdravljen svet!
");
     end func;
```

### Self
```
   '
Pozdravljen svet!'
 print.
```

### Simula
```
   BEGIN
       OutText("
Pozdravljen svet!
");
       OutImage;
   END
```

### Smalltalk
```
    
Transcript
 
show:
 
'Pozdravljen svet!'
;
 
cr

```

### SML
```
    
print
 
"Pozdravljen svet!
\n
"
;

```

### SNOBOL
```
        
OUTPUT
 
=
 
"'''Pozdravljen svet!'''"

    
END

```

### SPARK
```
   with Spark_IO;
   --# inherit Spark_IO;
   --# main_program;

   procedure Hello_World
   --# global in out Spark_IO.Outputs;
   --# derives Spark_IO.Outputs from Spark_IO.Outputs;
   is
   begin
      Spark_IO.Put_Line (Spark_IO.Standard_Output, "
Pozdravljen svet!
", 0);
   end Hello_World;
```

### SPITBOL
```
       OUTPUT = "
Pozdravljen svet!
"
   END
```

### SQL
```
    
CREATE
 
TABLE
 
`
message
`
 
(
`
text
`
 
char
(
15
));

    
INSERT
 
INTO
 
`
message
`
 
(
`
text
`
)
 
VALUES
 
(
'Pozdravljen svet!'
);

    
SELECT
 
`
text
`
 
FROM
 
`
message
`
;

    
DROP
 
TABLE
 
`
message
`
;

```

ali (Oracleov dialekt)
```
   SELECT '
Pozdravljen svet!'
 FROM dual;
```

ali (PL/SQL v Oracle-ju)
```
   BEGIN
     DBMS_OUTPUT.ENABLE(1000000);
     DBMS_OUTPUT.PUT_LINE('
Pozdravljen svet!
, from PL/SQL');
   END;
```

ali (MySQL in PostgreSQL dialekt)
```
    
SELECT
 
'Pozdravljen svet!'
;

```

ali (T-SQL dialekt)
```
   PRINT '
Pozdravljen svet!'
```

ali (KB-SQL dialekt)
```
   select Null from DATA_DICTIONARY.SQL_QUERY

   FOOTER 
or HEADER or DETAIL or FINAL event

   write "
Pozdravljen svet!
"
```

### STARLET
```
   RACINE: HELLO_WORLD.

   NOTIONS:
   HELLO_WORLD : ecrire("
Pozdravljen svet!
").
```

### TACL
```
   #OUTPUT 
Pozdravljen svet!
```

### Tcl(Tool command language)
Glej tudi GUI sekcijo.
```
   puts "
Pozdravljen svet!
"
```

### Turing
```
   put "
Pozdravljen svet!
"
```

### TSQL
```
   Declare @Output varchar(16)
   Set @Output='
Pozdravljen svet!'

   Select @Output
```

ali preprostejši način:
```
   Select '
Pozdravljen svet!'

   Print '
Pozdravljen svet!'
```

### UNIX-style shell
```
   echo '
Pozdravljen svet!'
```

ali
```
   printf '
Pozdravljen svet!
\n'
```

ali za vmesnik curses:
```
   dialog—msgbox "
Pozdravljen svet!
" 0 0
```

## Grafični vmesniki (GUI)

### ActionScript(Macromedia Flash MX)
```
    
trace
 
(
"Pozdravljen svet!"
)

```

### AppleScript
```
    
display dialog
 
"Pozdravljen svet!"

```

ali če hočeš, da operacijski sistme to sintetizira in dobesedno reče "Pozdravljen svet!" (brez vejice, če ne bi sintesajzer se ustavil)
```
   
say
 
"Pozdravljen svet!"

```

### CocoaaliGNUStep(v objektivnemC-ju)
```
   
#import <Cocoa/Cocoa.h>

   
@
interface
 
hello
 
:
 
NSObject
 
{

   
}

   
@
end

   

   
@
implementation
 
hello

   

   
-
(
void
)
awakeFromNib

   
{
	

        
NSBeep
();
 
// ne rabimo to samo ponavadi pisknemo

                  
// ko pokažemo opozorilo

        
NSRunAlertPanel
(
@
"Sporočilo od tvojega računalnika"
,
 
@
"Pozdravljen svet!"
,
 
@
"Oj!"
,

                        
nil
,
 
nil
);

   
}

   

   
@
end

```

### Delphi, Kylix
```
    
ShowMessage
(
"
Pozdravljen
 
svet
!"
)
;

```

### FLTK2(vC++)
```
    
#include
 
<fltk/Window.h>

    
#include
 
<fltk/Widget.h>

    
#include
 
<fltk/run.h>

    
using
 
namespace
 
fltk
;

    

    
int
 
main
(
int
 
argc
,
 
char
 
**
argv
)

    
{

        
Window
 
*
window
 
=
 
new
 
Window
(
300
,
 
180
);

        
window
->
begin
();

            
Widget
 
*
box
 
=
 
new
 
Widget
(
20
,
 
40
,
 
260
,
 
100
,
 
"Pozdravljen svet!"
);

            
box
->
box
(
UP_BOX
);

            
box
->
labelfont
(
HELVETICA_BOLD_ITALIC
);

            
box
->
labelsize
(
36
);

            
box
->
labeltype
(
SHADOW_LABEL
);

        
window
->
end
();

        
window
->
show
(
argc
,
 
argv
);

    

        
return
 
run
();

    
}

```

### Gambas
Glej tudi TUI sekcijo.
```
   PUBLIC SUB Main()
     Message.Info("
Pozdravljen svet!
")
   END
```

### GTK toolkit(v C++)
```
    
#include
 
<iostream>

    
#include
 
<gtkmm/main.h>

    
#include
 
<gtkmm/button.h>

    
#include
 
<gtkmm/window.h>

    
using
 
namespace
 
std
;

 

    
class
 
HelloWorld
 
:
 
public
 
Gtk
::
Window
 
{

    
public
:

      
HelloWorld
();

      
virtual
 
~
HelloWorld
();

    
protected
:

      
Gtk
::
Button
 
m_button
;

      
virtual
 
void
 
on_button_clicked
();

    
};

 

    
HelloWorld
::
HelloWorld
()

    
:
 
m_button
(
"Pozdravljen svet!"
)
 
{

        
set_border_width
(
10
);

        
m_button
.
signal_clicked
().
connect
(
SigC
::
slot
(
*
this
,

                                          
&
HelloWorld
::
on_button_clicked
));

        
add
(
m_button
);

        
m_button
.
show
();

    
}

 

    
HelloWorld
::~
HelloWorld
()
 
{}

 

    
void
 
HelloWorld
::
on_button_clicked
()
 
{

        
cout
 
<<
 
"Pozdravljen svet!"
 
<<
 
endl
;

    
}

 

    
int
 
main
 
(
int
 
argc
,
 
char
 
*
argv
[])
 
{

        
Gtk
::
Main
 
kit
(
argc
,
 
argv
);

        
HelloWorld
 
helloworld
;

        
Gtk
::
Main
::
run
(
helloworld
);

        
return
 
0
;

    
}

```

### GTK#(v C#)
```
    
using
 
Gtk
;

    
using
 
GtkSharp
;

    
using
 
System
;

 

    
class
 
Hello
 
{

 

        
static
 
void
 
Main
()

        
{

            
Application
.
Init
 
();

 

            
Window
 
window
 
=
 
new
 
Window
 
(
"pozdravljen svet"
);

            
window
.
Show
();

 

            
Application
.
Run
 
();

 

        
}

    
}

```

### GTK 2.x(vEuphoria)
```
   include gtk2/wrapper.e

   Info(NULL,"Hello","
Pozdravljen svet!
")
```

### Java
Glej tudi TUI sekcija.
```
    
import
 
javax.swing.JOptionPane
;

 

    
public
 
class
 
Hello
 
{

        
public
 
static
 
void
 
main
(
String
[]
 
args
)
 
{

            
JOptionPane
.
showMessageDialog
(
null
,
 
"Pozdravljen svet!"
);

        
}

    
}

```

### Java applet
Programčki, napisani v Javi, delujejo tudi v HTML datotekah.
```
   <HTML>
   <HEAD>
   <TITLE>
Pozdravljen svet!
</TITLE>
   </HEAD>
   <BODY>

   Program Pozdravljen svet! pravi:

   <APPLET CODE="HelloWorld.class" WIDTH=600 HEIGHT=100></APPLET>

   </BODY>
   </HTML>
```

```
   import java.applet.*;
   import java.awt.*;

   public class HelloWorld extends Applet {
     public void paint(Graphics g) {
       g.drawString("
Pozdravljen svet!
", 100, 50);
     }
   }
```

### JavaScriptinJScript
JavaScript (implementacija ECMAScript-a) je odjemalski skriptni jezik, ki se uporablja za HTML datoteke. sledeča koda se lahko vstavi v katerokoli HTML datoteko:
```
    
<
script
 
type
=
"text/javascript"
>&
lt
;
!--

    
function
 
helloWorld
()

    
{

        
alert
(
"Pozdravljen svet!"
);

    
}

    
//--&gt;</script>

 

    
<
a
 
href
=
"#"
 
onclick
=
"helloWorld(); return false;"
>
Pozdravljen
 
svet
!<
/a>

```

Še lažji način uporabi JavaScript implicitno, kjer neposredno kliče rezervirano funkcijo alert. Prekopirajte naslednjo kodo v <body> značko:
```
    
<
a
 
href
=
"#"
 
onclick
=
"alert('Pozdravljen svet!'); return false;"
>
Pozdravljen
 
svet
!<
/a>

```

Še lažji način vključuje uporabo brskalnika ki podpira virtualni 'javascript' protokol za izvedbo Javacsript kode. Vnesi naslednje v internetni naslov (ponavadi prilepite v naslovno vrstico brskalnika):
```
    
javascript
:
alert
(
"Pozdravljen svet!"
);

```

Obstaja nešteto načinov izvedbe:
```
    
javascript
:
document
.
write
(
'Pozdravljen svet!\n'
);

```

### OPL
See also TUI section.
(Na Psion Series 3 in kasneje združljivimi PDA-ji.)
```
   PROC guihello:
     ALERT("
Pozdravljen svet!
","","Exit")
   ENDP
```

ali
```
   PROC hello:
      dINIT "Naslov okna"
      dTEXT "","
Pozdravljen svet!
"
      dBUTTONS "OK",13
      DIALOG
   ENDP
```

### OgrodjeQt(v C++)
```
    
#include
 
<qapplication.h>

    
#include
 
<qpushbutton.h>

    
#include
 
<qwidget.h>

    
#include
 
<iostream>

 

    
class
 
HelloWorld
 
:
 
public
 
QWidget

    
{

        
Q_OBJECT

 

    
public
:

        
HelloWorld
();

        
virtual
 
~
HelloWorld
();

    
public
 
slots
:

        
void
 
handleButtonClicked
();

        
QPushButton
 
*
mPushButton
;

    
};

 

    
HelloWorld
::
HelloWorld
()
 
:

        
QWidget
(),

        
mPushButton
(
new
 
QPushButton
(
"Pozdravljen svet!"
,
 
this
))

    
{

        
connect
(
mPushButton
,
 
SIGNAL
(
clicked
()),
 
this
,
 
SLOT
(
handleButtonClicked
()));

    
}

 

    
HelloWorld
::~
HelloWorld
()
 
{}

 

    
void
 
HelloWorld
::
handleButtonClicked
()

    
{

        
std
::
cout
 
<<
 
"Pozdravljen svet!"
 
<<
 
std
::
endl
;

    
}

 

    
int
 
main
(
int
 
argc
,
 
char
 
*
argv
[])

    
{

        
QApplication
 
app
(
argc
,
 
argv
);

        
HelloWorld
 
helloWorld
;

        
app
.
setMainWidget
(
&
helloWorld
);

        
helloWorld
.
show
();

        
return
 
app
.
exec
();

    
}

```

### REALbasic
```
   MsgBox "
Pozdravljen svet!
"
```

### RPL
Glej tudi TUI sekcijo.
(Na Hewlett-Packard grafičnih kalkulatorjih serije HP-48G in HP-49G.)
```
   << "
Pozdravljen svet!
" MSGBOX >>
```

### RTML
```
   
Hello
 ()
   TEXT "
Pozdravljen svet!
"
```

### SWT
```
   import org.eclipse.swt.SWT;
   import org.eclipse.swt.layout.RowLayout;
   import org.eclipse.swt.widgets.Display;
   import org.eclipse.swt.widgets.Shell;
   import org.eclipse.swt.widgets.Label;

   public class SWTHello {
       public static void main (String [] args) {
           Display display = new Display ();
           final Shell shell = new Shell(display);
           RowLayout layout = new RowLayout();
           layout.justify = true;
           layout.pack = true;
           shell.setLayout(layout);
           shell.setText("
Pozdravljen svet!
");
           Label label = new Label(shell, SWT.CENTER);
           label.setText("
Pozdravljen svet!
");
           shell.pack();
           shell.open ();
           while (!shell.isDisposed ()) {
               if (!display.readAndDispatch ()) display.sleep ();
           }
           display.dispose ();
       }
   }
```

### Tcl/Tk
Glej tudi TUI kategorijo.
```
    
label
 
.l
 
-
text
 
"Pozdravljen svet!"

    
pack
 
.l

```

### Visual BasicvključujeVBA
```
   Sub Main()
       MsgBox "
Pozdravljen svet!
"
   End Sub
```

### Windows API(vC)
```
    
#include
 
<windows.h>

 

    
LRESULT
 
CALLBACK
 
WindowProcedure
(
HWND
,
 
UINT
,
 
WPARAM
,
 
LPARAM
);

 

    
char
 
szClassName
[]
 
=
 
"MainWnd"
;

    
HINSTANCE
 
hInstance
;

 

    
int
 
WINAPI
 
WinMain
(
HINSTANCE
 
hInst
,
 
HINSTANCE
 
hPrevInstance
,
 
LPSTR
 
lpCmdLine
,

                       
int
 
nCmdShow
)

    
{

      
HWND
 
hwnd
;

      
MSG
 
msg
;

      
WNDCLASSEX
 
wincl
;

 

      
hInstance
 
=
 
hInst
;

 

      
wincl
.
cbSize
 
=
 
sizeof
(
WNDCLASSEX
);

      
wincl
.
cbClsExtra
 
=
 
0
;

      
wincl
.
cbWndExtra
 
=
 
0
;

      
wincl
.
style
 
=
 
0
;

      
wincl
.
hInstance
 
=
 
hInstance
;

      
wincl
.
lpszClassName
 
=
 
szClassName
;

      
wincl
.
lpszMenuName
 
=
 
NULL
;
 
//No menu

      
wincl
.
lpfnWndProc
 
=
 
WindowProcedure
;

      
wincl
.
hbrBackground
 
=
 
(
HBRUSH
)(
COLOR_WINDOW
 
+
 
1
);
 
//barva okna

      
wincl
.
hIcon
 
=
 
LoadIcon
(
NULL
,
 
IDI_APPLICATION
);
 
//ikona za EXE

      
wincl
.
hIconSm
 
=
 
LoadIcon
(
NULL
,
 
IDI_APPLICATION
);
 
//ikona za majhen program

      
wincl
.
hCursor
 
=
 
LoadCursor
(
NULL
,
 
IDC_ARROW
);
 
//kurzor

 

      
if
 
(
!
RegisterClassEx
(
&
wincl
))

            
return
 
0
;

 

      
hwnd
 
=
 
CreateWindowEx
(
0
,
 
//nič razširjenih style-ov za okno

            
szClassName
,
 
//ime razreda

            
""
,
 
//naslov okna

            
WS_OVERLAPPEDWINDOW
 
&
 
~
WS_MAXIMIZEBOX
,

            
CW_USEDEFAULT
,
 
CW_USEDEFAULT
,
 
//naj Windows določi levo in zgornje

                                          
//pozicijo okna

            
120
,
 
50
,
 
//širina in višina okna,

            
NULL
,
 
NULL
,
 
hInstance
,
 
NULL
);

 

      
//prikaži okno na ekranu

      
ShowWindow
(
hwnd
,
 
nCmdShow
);

 

      
//izvedi sporočilno zanko

      
while
 
(
GetMessage
(
&
msg
,
 
NULL
,
 
0
,
 
0
)
>
0
)

      
{

            
TranslateMessage
(
&
msg
);

            
DispatchMessage
(
&
msg
);

      
}

      
return
 
msg
.
wParam
;

    
}

 

    
LRESULT
 
CALLBACK
 
WindowProcedure
(
HWND
 
hwnd
,
 
UINT
 
message
,

                                     
WPARAM
 
wParam
,
 
LPARAM
 
lParam
)

    
{

      
PAINTSTRUCT
 
ps
;

      
HDC
 
hdc
;

      
switch
 
(
message
)

      
{

      
case
 
WM_PAINT
:

            
hdc
 
=
 
BeginPaint
(
hwnd
,
 
&
ps
);

            
TextOut
(
hdc
,
 
15
,
 
3
,
 
"'''Pozdravljen svet!'''"
,
 
13
);

            
EndPaint
(
hwnd
,
 
&
ps
);

            
break
;

      
case
 
WM_DESTROY
:

            
PostQuitMessage
(
0
);

            
break
;

      
default
:

            
return
 
DefWindowProc
(
hwnd
,
 
message
,
 
wParam
,
 
lParam
);

      
}

      
return
 
0
;

    
}

```

Ali zelo preprosto:
```
    
#include
 
<windows.h>

    
int
 
WINAPI
 
WinMain
(
HINSTANCE
 
hInst
,
 
HINSTANCE
 
hPrevInstance
,
 
LPSTR
 
lpCmdLine
,

                       
int
 
nCmdShow
)

    
{

        
MessageBox
(
NULL
,
 
"Pozdravljen svet!"
,
 
""
,
 
MB_OK
);

        
return
 
0
;

    
}

```

### Windows Script Host
```
   WScript.Echo "
Pozdravljen svet!
"
```

### RubywithWxWidgets
Glej tudi TUI sekcija.
```
    
require
 
'wxruby'

 

    
class
 
HelloWorldApp
 
<
 
Wx
::
App

     
def
 
on_init

      
ourFrame
 
=
 
Wx
::
Frame
.
new
(
nil
,
 
-
1
,
 
"Pozdravljen svet!"
)
.
show

      
ourDialogBox
 
=
 
Wx
::
MessageDialog
.
new
(
ourFrame
,
 
"Pozdravljen svet!"
,
 
"Information:"
,
 
\

                     
Wx
::
OK
|
Wx
::
ICON_INFORMATION
)
.
show_modal

     
end

    
end

 

    
HelloWorldApp
.
new
.
main_loop

```

### XUL
```
  
&lt;
window
 
xmlns="http://www.mozilla.org/keymaster/gatekeeper/there.is.only.xul"
&gt;

   
&lt;
box
 
align="center"
 
pack="center"
 
flex="1"
&gt;

      
&lt;
description
&gt;
Pozdravljen
 
svet!
&lt;
/description
&gt;

    
&lt;
/box
&gt;

  
&lt;
/window
&gt;

```

## Formati dokumentov

### ASCII
Naslednje zaporedje znakov je izraženo v [[Šestnajstiški številski sistem]|šestnajstiški]] notaciji (z znaki 'carriage return' in 'newline' na koncu zaporedja):
```
    48 65 6C 6C 6F 2C 20 77 6F 72 6C 64 21 0D 0A
```

Naslednje zaporedje znakov je izraženo v dvojiški notaciji (z cr/nl-jem kot zgoraj, in enaki vrstni red bajtov kakor zgoraj):
```
    00–07: 01001000 01100101 01101100 01101100 01101111 00101100 00100000 01110111
    08–0F: 01101111 01110010 01101100 01100100 00100001 00001101 00001010 DONTCARE*
```

(* Oznaka DONTCARE se napolni za bajt #0F, kot na primer #15, ki pride po našem nizu.)

### LaTeX
```
    
\documentclass
{
article
}

    
\begin
{
document
}

      '''Pozdravljen svet!'''
    
\end
{
document
}

```

### XHTML1.1
(UTF-8 kodiranje.)
```
 
<
?xml version="1.0" encoding="UTF-8"?
>

 
<
!DOCTYPE html PUBLIC "-//W3C//DTD XHTML 1.1//EN"
   "
http://www.w3.org/TR/xhtml11/DTD/xhtml11.dtd
"
>

 
<
html xmlns="
http://www.w3.org/1999/xhtml
" xml:lang="sl"
>

   
<
head
>

     
<
title
>
Pozdravljen svet!
<
/title
>

   
<
/head
>

   
<
body
>

     
<
p
>
Pozdravljen svet!
<
/p
>

   
<
/body
>

 
<
/html
>
```

## Označevalni jeziki

### HTML
(preprosto)
```
  
<
html
>

  
<
body
>

  
<
h1
></
p
>
Pozdravljen svet!
</
p
></
h1
>

  
</
body
>

  
</
html
>

```

Elementa <html> in <body> nista potrebna za hitra testiranja, za <h1> je priporočljivo, da se zaključi z </h1>, tako tudi <p>, ni pa potrebno. Lahko uporabite tudi naslednje:
```
  
<
pre
>
Pozdravljen svet!
</
pre
>

```

ali pa ga preprosto napišite brez elementov.

### HTML4.01 Strict
(polno)
(UTF-8 kodiranje.)
```
 
<
!DOCTYPE HTML PUBLIC "-//W3C//DTD HTML 4.01//EN"
   "
http://www.w3.org/TR/html4/strict.dtd
"
>

 
<
html
>

   
<
head
>

     
<
title
>
Pozdravljen svet!
<
/title
>

     
<
meta http-equiv="Content-Type" content="text/html; charset=UTF-8"
>

   
<
/head
>

   
<
body
>

     
<
p
>
Pozdravljen svet!
<
/p
>

   
<
/body
>

 
<
/html
>
```

### XSL1.0
(UTF-8 kodiranje.)
```
 
<
?xml version="1.0" encoding="utf-8"
>

 
<
xsl:stylesheet version="1.0"
     xmlns:xsl="
http://www.w3.org/1999/XSL/Transform
"
>

   
<
xsl:output method="xml" encoding="utf-8"
     doctype-system="
http://www.w3.org/TR/2000/REC-xhtml1-20000126/DTD/xhtml1-strict.dtd
"
     doctype-pubilc="-//W3C//DTD XHTML 1.0 Strict//EN"/
>

   
<
xsl:template match="/"
>

     
<
html
>

       
<
head
>

         
<
title
>
Pozdravljen svet!
<
/title
>

       
<
/head
>

       
<
body
>

         
Pozdravljen svet!

       
<
/body
>

     
<
/html
>

   
<
/xsl:template
>

 
<
/xsl:stylesheet
>
```

### PostScript
```
    
/Courier
 
findfont

    
24
 
scalefont

    
setfont

    
100
 
100
 
moveto

    
(Pozdravljen svet!)
 
show

    
showpage

```

### RTF
```
   {\rtf1\ansi\deff0
   {\fonttbl {\f0 Courier New;}}
   \f0\fs20 
Pozdravljen svet!

   }
```

### TeX
```
    
\font\HW
=cmr10 scaled 3000
    
\leftline
{
\HW
 Pozdravljen svet!
}

    
\bye

```